# Rio Natal
Le rio Natal est un cours d'eau brésilien qui baigne l'État d'Acre.